# Le Douanier (fromage)
Pour les articles homonymes, voir Henri Rousseau.
Le Douanier est un fromage du Québec fabriqué en Montérégie qui ressemble au Morbier.
Le 1er avril 2004, les Producteurs laitiers du Canada ont annoncé que le fromage à croûte lavée Le Douanier, fabriqué par la fromagerie Fritz Kaiser de Noyan au Québec, a été élu « Grand Champion » de la 4e édition du Grand Prix des fromages canadiens.

## Informations techniques
Le douanier est un formage «à pâte semi-ferme à croûte lavée et brossée est affiné en hâloir neuf semaines».